# Claude Larue
Claude Larue est une comédienne française née le 19 novembre 1925 à Bordeaux et morte le 29 août 1984 à Saint-Tropez.
Elle était mariée au dramaturge Claude Magnier (1920-1983).

## Biographie
Sa famille tenait une maison de couture, la maison Larue.

## Filmographie
- 1947 : L'Arche de Noé de Henry Jacques
- 1948 : L'Amour autour de la maison de Pierre de Hérain
- 1948 : Les Drames du bois de Boulogne, de Jacques Loew (court métrage)
- 1948 : Sleeping Car to Trieste de John Paddy Carstairs
- 1951 : Ménage moderne de Jean Régnier
- 1951 : Dupont Barbès d'Henri Lepage avec Jane Marken
- 1953 : Rue de l'Estrapade de Jacques Becker
- 1953 : Rires de Paris d'Henri Lepage
- 1957 : Le colonel est de la revue de Maurice Labro

## Théâtre
- 1949 : Sincèrement de Michel Duran, mise en scène Alice Cocea, théâtre  des  Capucines
- 1951 : Lorsque l'enfant paraît d’André Roussin, mise en scène Louis Ducreux, théâtre de l'Île-de-France, théâtre des Nouveautés
- 1956 : Monsieur Masure de Claude Magnier, mise en scène Claude Barma, Comédie-Wagram
- 1970 : Au théâtre ce soir : La Brune que voilà de Robert Lamoureux, mise en scène Robert Thomas, réalisation Pierre Sabbagh, théâtre Marigny